# 奉浦大道站
奉浦大道站位于中华人民共和国上海市奉贤区南桥镇沪杭公路与东方美谷大道（原名奉浦大道）交叉口，是上海地铁5号线的地铁车站。共设置3个出入口。

## 结构

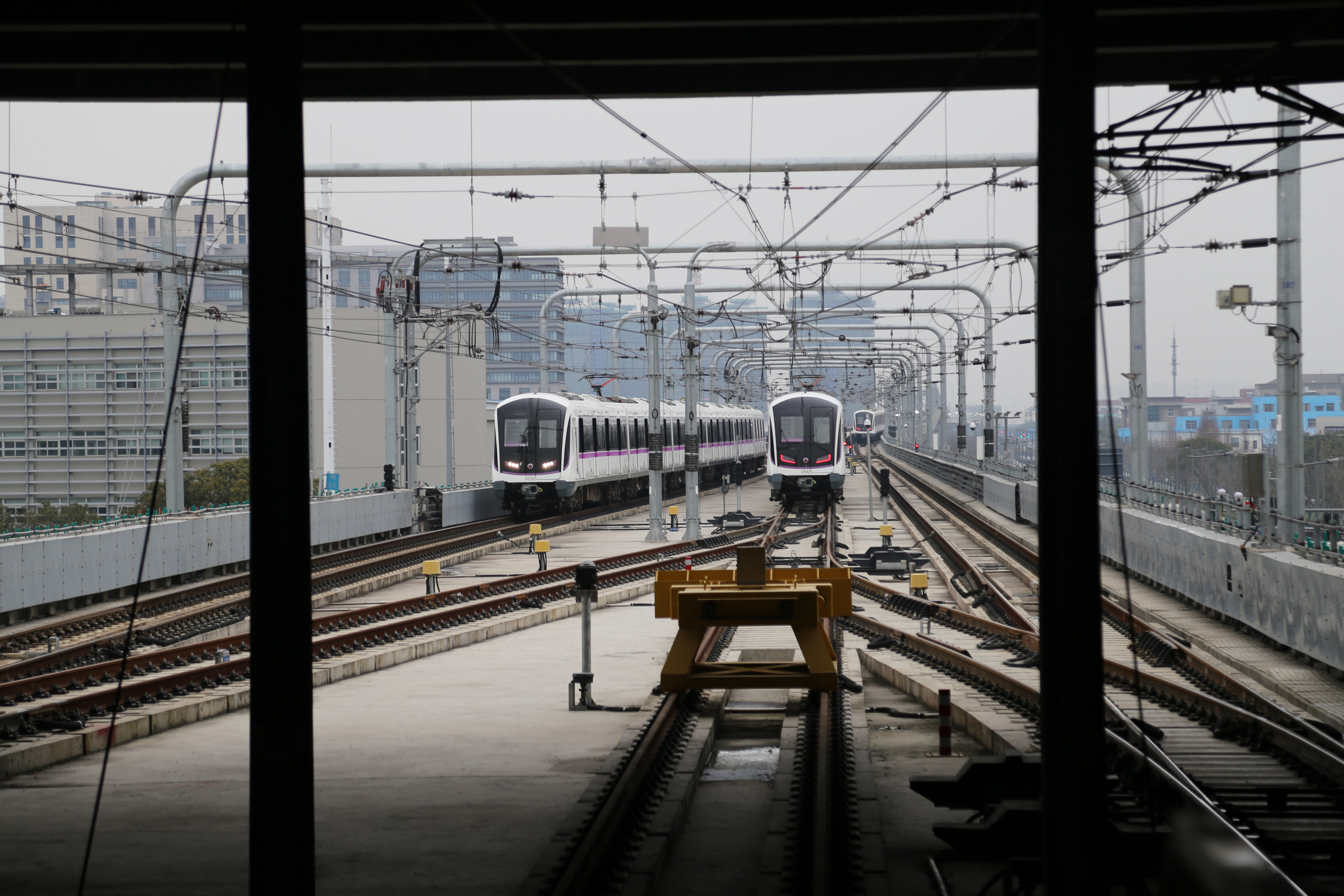
奉浦大道站存车线

奉浦大道站为高架二层岛式站台，在站台北侧设有一股存车线。

### 楼层分布
| 地上二层 | ①站台              | █ 5号线 往莘庄（萧塘）                      |  |  |
|          | 岛式站台，左侧开门 |                                             |  |  |
|          | ②站台              | █ 5号线 往奉贤新城（环城东路）              |  |  |
| 地面层   | 站厅及出入口       | 1-3出入口、票务服务、自动售票机、人工服务台 |  |  |

## 车站出口
|          |                        |      |  |
| 出口编号 | 建议前往目的地         | 照片 |  |
| 1号口    | 沪杭公路               |      |  |
| 2号口    | 东方美谷大道，沪杭公路 |      |  |
| 3号口    | 东方美谷大道           |      |  |